# Штеле, Андреас
А́ндреас Ште́ле (нем. Andreas Stähle; 14 февраля 1965, Галле) — немецкий гребец-байдарочник, выступал за сборную ГДР на всём протяжении 1980-х годов. Серебряный и бронзовый призёр летних Олимпийских игр в Сеуле, трёхкратный чемпион мира, обладатель серебряной медали международного турнира «Дружба-84», многократный победитель регат национального значения. Также известен как тренер по гребле на байдарках и каноэ.

## Биография
Андреас Штеле родился 14 февраля 1965 года в городе Галле, федеральная земля Саксония-Анхальт. Активно заниматься греблей начал в раннем детстве, проходил подготовку в Лейпциге, состоял в лейпцигском спортивном клубе DHfK. Первого серьёзного успеха на международном уровне добился в 1981 году, когда одержал победу на юниорском чемпионате Европы и за счёт этой победы попал в основной состав национальной сборной ГДР.
На взрослых международных регатах впервые проявил себя в 1983 году на чемпионате мира в финском Тампере, где выиграл сразу три медали в трёх различных дисциплинах: бронзовую в одиночках на пятистах метрах, золотую в четвёрках на пятистах метрах и серебряную в четвёрках на тысяче метрах. Как член сборной в 1984 году должен был участвовать в Олимпийских играх в Лос-Анджелесе, однако страны социалистического лагеря по политическим причинам бойкотировали эти соревнования, и вместо этого он выступил на альтернативном турнире «Дружба-84» в Восточном Берлине, где тоже имел успех, в частности взял серебро в полукилометровой гонке одиночных байдарок, пропустив вперёд только титулованного советского гребца Владимира Парфеновича.
В 1985 году Штеле побывал на чемпионате мира в бельгийском Мехелене, откуда привёз награды золотого и бронзового достоинства, выигранные в зачёте одиночек на дистанции 500 метров и в зачёте четвёрок на дистанции 1000 метров. Год спустя на мировом первенстве в канадском Монреале добавил в послужной список ещё одну золотую награду, добытую в четвёрках на пятистах метрах. Ещё через год на домашнем чемпионате мира в Дуйсбурге стал серебряным призёром в состязаниях байдарок-одиночек на пятистах метрах. Благодаря череде удачных выступлений удостоился права защищать честь страны на летних Олимпийских играх 1988 года в Сеуле — в составе четырёхместной байдарки, куда также вошли гребцы Кай Блум, Андре Воллебе и Ханс-Йорг Близенер, завоевал в километровой гонке бронзовую медаль, пропустив вперёд лишь сборные Венгрии и СССР. Также участвовал в программе одиночек на пятистах метрах и здесь финишировал вторым, проиграв только венгру Жолту Дьюлаи.
После сеульской Олимпиады Андреас Штеле ещё в течение нескольких лет оставался в основном составе национальной сборной ГДР и продолжал принимать участие в крупнейших международных регатах. Так, в 1990 году он выступил на чемпионате мира в польской Познани, где в итоге получил серебряную медаль в полукилометровом зачёте четырёхместных байдарок. За выдающиеся спортивные достижения награждён золотым и двумя серебряными орденами «За заслуги перед Отечеством» (1984, 1986, 1988). Завершив спортивную карьеру, перешёл на тренерскую работу, работал тренером по гребле на байдарках и каноэ в спортивном клубе Баден-Вюртемберга.